# Compsa diringshofeni
Compsa diringshofeni är en skalbaggsart som först beskrevs av Martins 1960.  Compsa diringshofeni ingår i släktet Compsa och familjen långhorningar. Inga underarter finns listade i Catalogue of Life.